# Фаркаш, Ференц
Фе́ренц Фа́ркаш (венг. Farkas Ferenc; 15 декабря 1905, Гросскирхен, Австро-Венгрия, ныне Надьканижа, Венгрия — 10 октября 2000, Будапешт, Венгрия) — венгерский композитор и педагог. Народный артист ВНР.

## Биография
Родился в музыкальной семье. Его отец играл на цимбалах, а мать на пианино. Учился в 1922—1927 годах в Музыкальной академии Ференца Листа у Лео Вайнер, Альберта Шиклоша и в 1929—1931 в Академии Святой Цецилии у Отторино Респиги. В 1927-1929 был коррепетитором, а затем дирижёром будапештского городского театра. Стилистика Фаркаша сочетает в себе как венгерский музыкальный фольклор, так и традиции венгерской и итальянской профессиональной музыки. С 1933 по 1935 работал в Вене и Копенгагене, писал музыку к австрийским и датским кинофильмам. С 1935 года занимается преподавательской деятельностью. Сначала — в Будапештском музыкальном училище, а позже — в Консерватории Коложвара (Клуж-Напоки), где в 1941—1944 годах был профессором, а с 1943 года — директором; в музыкальном училище Секешфехервара (директор с 1946). В 1949—1975 годах — профессор Высшей музыкальной школы Будапешта. Среди его учеников: Дьёрдь Лигети, Эмиль Петрович, Шандор Соколаи, Жольт Дурко, Дьёрдь Куртаг, Лайош Вашш, Миклош Кочар, Аттила Бозай, Тихамер Вуйичич, Золтан Енеи, Ласло Видовски. Писал музыку к спектаклям и фильмам.

## Сочинения
- опера «Волшебный сундук» / A bűvös szekrény (1942, Будапешт)
- оперетта «Палко Чином» / Csínom Palkó (1950, Будапешт), в русских изданиях «Орлиные перья»[2]
- концертино для арфы с оркестром / Concertino rustico (1937)
- симфония, посвящённая Дню освобождения Венгрии /  (1952)
- ансамбль «Старинные венгерские танцы» для духового квинтета / Régi magyar táncok
- музыка к фильму «Золтан Карпати» / Kárpáthy Zoltán

## Награды
- 1933 — Премия имени Ференца Листа
- 1950 — Премия имени Лайоша Кошута

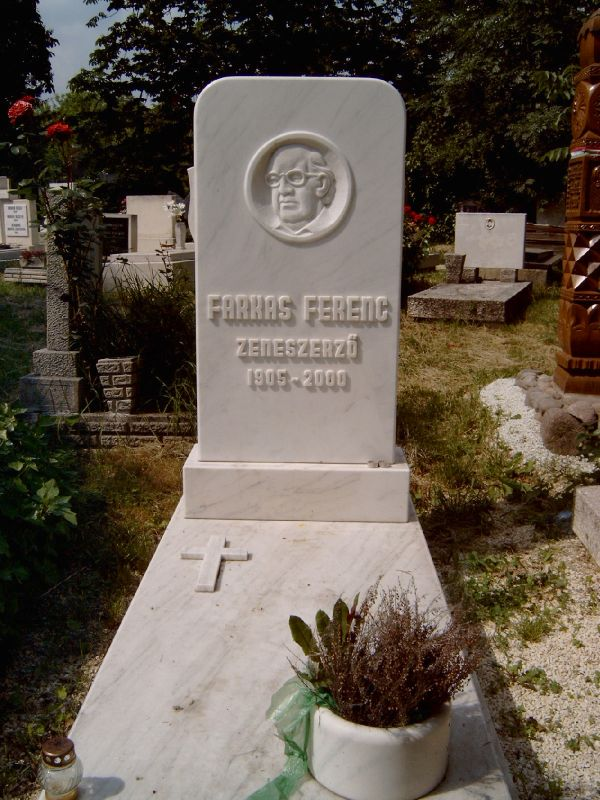
Могила Ференца Фаркаша на кладбище Фаркашрети в Будапеште

- 1960 — Премия имени Ференца Эркеля.
- 1965 — Заслуженный артист ВНР
- 1970 — Народный артист ВНР
- 1979 — Премия Гердера
- 1991 — Премия имени Лайоша Кошута
- 2000 — Премия имени Белы Бартока и Диты Пастори